# 万安桥站 (中国铁路)
万安桥站是一个漳泉肖线上的铁路车站，位于福建省惠安县洛阳镇，建于1999年，目前为四等站，邮政编码为362121。目前客运：办理旅客乘降；行李、包裹托运；货运：办理整车货物发到。
1. ↑  铁道部电子计算技术中心, 铁道部运输局. . 北京: 中国铁道出版社. 1998: 74. ISBN 9787113030995.